# 標準語 (韓國)
标准语（韩语：／?）是韓國使用的標準韓語，國立國語院定義其為「有文化修養的人們通常使用的首爾話」。標準語是作標準口語和諺文正寫法的基礎。現行規則是1988年1月9日文教部的第88-2號通告《標準語規定（표준어 규정）》，并於2017年3月28日通過文化體育觀光部第2017-13號通告修訂。